# 백마역 전동차 충돌 사고
백마역 전동차 충돌 사고는 2019년 10월 6일 오후 10시 49분쯤, 경의중앙선 백마역 근처 철도 건널목에서 마을 버스와 전철이 충돌하여 발생한 사고이다.

## 사고 개요
철길건널목에서 시동이 꺼진 마을 버스를 전동차가 충돌한 사건이다. 

## 피해 규모
이 사고로 사망자는 발생하지 않았고 선임 기사와 견습 기사 2명, 버스 승객 3명이 부상을 당했다.
이 사고로 한국철도공사 331000호대 전동차 중 하나인 33117편성이 충돌했다. 이 열차는 현재 수리 후 운행중에 있다.

## 사고 원인
버스 고장으로 인한 시동이 꺼졌기 때문에 선로에 멈춰 있었다.